# Кубический метр в секунду
Куби́ческий метр в секу́нду, кубоме́тр в секу́нду, м³/с — производная единица СИ, используемая обычно для измерений объёмных расходов жидкостей и газов.
Применяется для определения объёмного расхода веществ, стока рек и др.

## Соответствие другим единицам расхода
Числа в следующих подразделах означают отношение 1 м³/с к соответствующей единице.

### Метрическая система
- кубический метр в минуту — 60
- кубический метр в час — 3600
- кубический метр в день — 86400
- кубический метр в год — 3,155693⋅107
- литр в секунду — 1000
- литр в минуту — 60000
- литр в час — 3600000
- литр в день — 8,64⋅107
- литр в год — 3,155693⋅1010
- 1 свердруп — 1⋅106

### Американские и британские единицы
- акр-фут в секунду — 0,0008107132
- акр-фут в минуту — 0,04864279
- акр-фут в час — 2,918567
- акр-фут в день — 70,04562
- акр-фут в год — 25583,62
- баррель (нефтяной) в секунду — 6,289811
- баррель (нефтяной) в минуту — 377,3886
- баррель (нефтяной) в час — 22643,32
- баррель (нефтяной) в день — 543439,7
- баррель (нефтяной) в год — 1,984871⋅108
- галлон США в секунду — 264,1721
- галлон США в минуту — 15850,32
- галлон США в час — 951019,4
- галлон США в день — 2,282446⋅107
- галлон США в год — 8,336458⋅109
- брит. галлон в секунду — 219,9688
- брит. галлон в минуту — 13198,13
- брит. галлон в час — 791887,7
- брит. галлон в день — 1,90053⋅107
- брит. галлон в год — 6,941539⋅109
- кубический фут в секунду — 35,31467
- кубический фут в минуту — 2118,88
- кубический фут в час — 127132,8
- кубический фут в день — 3051187
- кубический фут в год — 1,114422⋅109